# Distrito electoral federal 17 del estado de México
El XVII Distrito Electoral Federal del Estado de México es uno de los 300 distritos electorales en los que se encuentra dividido el territorio de México para elección de Diputados Federales y uno de los 40 en los que se divide el Estado de México. Su cabecera es Ecatepec de Morelos.
El Distrito XVII se localiza en la zona nororiente del Valle de México su territorio está integrado por la región sur del municipio de Ecatepec de Morelos y la región norte del municipio de Nezahualcóyotl. Desde 2022 está conformado por las colonias al oriente de la Vía Adolfo López Mateos y al sur de las avenidas Alfredo del Mazo y Lázaro Cárdenas en municipio de Ecatepec de Morelos; y por todas las colonias al norte del Anillo Periférico del municipio de Nezahualcóyotl. Está conformado por 196 secciones electorales.

## Distritaciones Anteriores

### Distritación 1996 - 2005
Entre 1996 y 2005 el Distrito XVII se encontraba en la región sureste del municipio de Ecatepec de Morelos, en su territorio se encontraban colonias como Fuentes de Aragón y Granjas Independencia. Su cabecera distrital era Ecatepec de Morelos.

### Distritación 2005 - 2017
Entre 2005 y 2017 el territorio del distrito electoral se encontraba en la región oriental del municipio de Ecatepec de Morelos, en su territorio se encontraba El Caracol y colonias como Ciudad Azteca 3ra Sección y Fuentes de Aragón. Su cabecera distrital era Ecatepec de Morelos.

### Distritación 2017 - 2022
Tras la distritación electoral nacional de 2014-2017 llevada a cabo por el Instituto Nacional Electoral, el territorio del Distrito XVII fue integrado por colonias al sur de la Avenida Maravillas y al oriente de la Autopista Urbana Siervo de la Nación. Su cabecera distrital era Ecatepec de Morelos.

## Diputados por el distrito
| Legislatura                                                | Periodo                                         | Diputado                         | Grupo parlamentario                  |
| ---------------------------------------------------------- | ----------------------------------------------- | -------------------------------- | ------------------------------------ |
| XXX                                                        | 1 de septiembre de 1922-31 de agosto de 1924    | Mariano Vicencio                 |                                      |
| El distrito 17 es suprimido en _. Es restablecido en 1978. |                                                 |                                  |                                      |
| LI                                                         | 1 de septiembre de 1979-31 de agosto de 1982    | Fernando Barrera Velázquez       | Partido Revolucionario Institucional |
| LII                                                        | 1 de septiembre de 1982-31 de agosto de 1985    | Apolinar de la Cruz Loreto       | Partido Revolucionario Institucional |
| LIII                                                       | 1 de septiembre de 1985-31 de agosto de 1988    | Abelardo Alanís González         | Partido Revolucionario Institucional |
| LIV                                                        | 1 de septiembre de 1988-31 de octubre de 1991   | Heberto Barrera Velázquez        | Partido Revolucionario Institucional |
| LV                                                         | 1 de noviembre de 1991-31 de octubre de 1994    | Rodrigo Alejandro Nieto Enríquez | Partido Revolucionario Institucional |
| LVI                                                        | 1 de noviembre de 1994-31 de agosto de 1997     | Raúl Lara Chanes                 | Partido Revolucionario Institucional |
| LVII                                                       | 1 de septiembre de 1997-21 de diciembre de 1999 | Miguel Noyola Martínez           | Partido de la Revolución Democrática |
| LVII                                                       | 21 de diciembre de 1999-28 de diciembre de 1999 | Alfredo Hernández Sánchez        | Partido de la Revolución Democrática |
| LVII                                                       | 28 de diciembre de 1999-29 de abril de 2000     | Miguel Noyola Martínez           | Partido de la Revolución Democrática |
| LVII                                                       | 29 de abril de 2000-1 de junio de 2000          | Alfredo Hernández Sánchez        | Partido de la Revolución Democrática |
| LVII                                                       | 1 de junio de 2000-31 de agosto de 2000         | Miguel Noyola Martínez           | Partido de la Revolución Democrática |
| LVIII                                                      | 1 de septiembre de 2000-31 de agosto de 2003    | Rafael Ramírez Agama             | Partido Acción Nacional              |
| LIX                                                        | 1 de septiembre de 2003-1 de enero de 2006      | Pablo Bedolla López              | Partido Revolucionario Institucional |
| LIX                                                        | 2006-1 de abril de 2006                         | Inocencio Chávez Reséndiz        | Partido Revolucionario Institucional |
| LIX                                                        | 1 de abril de 2006-31 de agosto de 2006         | Pablo Bedolla López              | Partido Revolucionario Institucional |
| LX                                                         | 1 de septiembre de 2006-27 de abril de 2009     | Hugo Eduardo Martínez Padilla    | Partido de la Revolución Democrática |
| LX                                                         | 27 de abril de 2009-9 de julio de 2009          | Vacante                          | Partido de la Revolución Democrática |
| LX                                                         | 9 de julio de 2009-31 de agosto de 2009         | Hugo Eduardo Martínez Padilla    | Partido de la Revolución Democrática |
| LXI                                                        | 1 de septiembre de 2009-2 de abril de 2012      | Josué Valdés Huezo               | Partido Revolucionario Institucional |
| LXI                                                        | 2 de abril de 2012-17 de abril de 2012          | Rosalía Quezada Samaniego        | Partido Revolucionario Institucional |
| LXI                                                        | 17 de abril de 2012-1 de mayo de 2012           | Josué Valdés Huezo               | Partido Revolucionario Institucional |
| LXI                                                        | 1 de mayo de 2012-2 de julio de 2012            | Rosalía Quezada Samaniego        | Partido Revolucionario Institucional |
| LXI                                                        | 2 de julio de 2012-31 de agosto de 2012         | Josué Valdés Huezo               | Partido Revolucionario Institucional |
| LXII                                                       | 1 de septiembre de 2012-31 de agosto de 2015    | Jessica Salazar Trejo            | Partido de la Revolución Democrática |
| LXIII                                                      | 1 de septiembre de 2015-31 de agosto de 2018    | Luis Felipe Vázquez Guerrero     | Partido Revolucionario Institucional |
| LXIV                                                       | 1 de septiembre de 2018-31 de agosto de 2021    | María Guadalupe Román Ávila      | Movimiento Regeneración Nacional     |
| LXV                                                        | 1 de septiembre de 2021-25 de abril de 2024     | María Guadalupe Román Ávila      | Movimiento Regeneración Nacional     |
| LXV                                                        | 22 de mayo de 2024-3 de junio de 2024           | Sandra Pazos Olivera             | Movimiento Regeneración Nacional     |
| LXV                                                        | 3 de junio de 2024-31 de agosto de 2024         | María Guadalupe Román Ávila      | Movimiento Regeneración Nacional     |
| LXVI                                                       | 1 de septiembre de 2024-                        | Juan Hugo de la Rosa García      | Movimiento Regeneración Nacional     |

## Resultados Electorales

### Elecciones de 2024
|  | 44.57 % |

|  | 30.77 % |

|  | 10.29 % |

|  | 4.98 % |

|  | 3.87 % |

|  | 0.10 % |

|  | 5.42 % |

|  | 100.0 % |

|  | 65.24 % |

### Elecciones de 2021
|  | 43.73 % |

|  | 28.48 % |

|  | 9.15 % |

|  | 3.21 % |

|  | 2.81 % |

|  | 2.66 % |

|  | 2.22 % |

|  | 1.75 % |

|  | 1.61 % |

|  | 0.90 % |

|  | 0.13 % |

|  | 3.35 % |

|  | 100.00 % |

|  | 48.70 % |

### Elecciones de 2018
|  | 57.18 % |

|  | 23.47 % |

|  | 16.54 % |

|  | 0.07 % |

|  | 2.74 % |

|  | 100.00 % |

|  | 66.50 % |